# Vlci Žilina
VLCI Žilina je slovenský extraligový hokejový klub z města Žilina, své domácí zápasy hraje v Niké Aréně s kapacitou 5036 diváků. Založen byl v roce 1925.

## Sportovní úspěchy
- Vítěz hokejového turnaje Rona Cup v roce 2006.
- Vítěz slovenské hokejové extraligy: 1x (2006)

## Historie oddílu
Hokejový oddíl byl v Žilině založený v roce 1925 pod názvem ŠK Žilina. V období před 2. světovou válkou hrála Žilina župní mistrovské turnaje. V sezóně 1964/65 získala Žilina titul mistra Slovenska, ale do celostátní ligy se jí nepodařilo probojovat. Do elitní soutěže se dostala až po osamostatnění Slovenska v sezóně 2000/01. V sezóně 2005/06 se klub stal mistrem Slovenska, a hned v následující sezoně skončil na posledním 10. místě.

## Historie názvů
- 1925 – Športový klub Žilina
- Sokol Slovena Žilina
- Iskra Slovena Žilina
- Dynamo Žilina
- 1964 – Jednota Žilina
- 1967 – ZVL Žilina
- 1993 – Drevoindustria Žilina
- Tatran Žilina
- Hokejový klub Žilina
- VTJ Žilina Hokejový
- Športový Klub polície Žilina
- ŠKP PCHZ Žilina
- MsHK KP Žilina
- 2006 – MsHK Žilina a.s
- 2008 – MsHK Garmin Žilina
- 2010 – MsHK DOXXbet Žilina
- 2020 – Vlci Žilina

## Jednotlivé sezóny
Legenda: ZČ – základní část, červené podbarvení – sestup, zelené podbarvení – postup, fialové podbarvení – reorganizace, změna skupiny či soutěže
| Ročník    | Soutěž          | Úroveň | PK | ZČ        | Play-off                                                   | Cel. um. | Pozn.           |
| --------- | --------------- | ------ | -- | --------- | ---------------------------------------------------------- | -------- | --------------- |
| 1993/1994 | 1. liga         | 2.     | 10 | 9. místo  | Ne                                                         |          |                 |
| 1994/1995 | 1. liga         | 2.     | 12 | 6. místo  | Ne                                                         |          |                 |
| 1995/1996 | 1. liga         | 2.     | 12 | 5. místo  | Ne                                                         |          |                 |
| 1996/1997 | 1. liga         | 2.     | 12 | 8. místo  | Ne                                                         |          |                 |
| 1997/1998 | 1. liga         | 2.     | 12 | 9. místo  | Ne                                                         |          |                 |
| 1998/1999 | 1. liga         | 2.     | 12 | 2. místo  |                                                            |          | Baráž           |
| 1999/2000 | 1. liga         | 2.     | 12 | 5. místo  | Ne                                                         |          |                 |
| 2000/2001 | 1. liga         | 2.     | 12 | 1. místo  |                                                            |          | Postup          |
| 2001/2002 | Tipsport liga   | 1.     | 10 | 8. místo  | Čtvrtfinále (prohra s HKM Zvolen 0:4 na zápasy)            |          |                 |
| 2002/2003 | Tipsport liga   | 1.     | 10 | 8. místo  | Čtvrtfinále (prohra s HC Slovan Bratislava 0:4 na zápasy)  |          |                 |
| 2003/2004 | Tipsport liga   | 1.     | 10 | 5. místo  | Čtvrtfinále (prohra s HC Košice 0:4 na zápasy)             |          |                 |
| 2004/2005 | Tipsport liga   | 1.     | 10 | 6. místo  | Čtvrtfinále (prohra s HK Dukla Trenčín 1:4 na zápasy)      |          |                 |
| 2005/2006 | Tipsport liga   | 1.     | 10 | 6. místo  | Finále (výhra s HC ŠKP Poprad 4:3 na zápasy)               | 1. místo | mistr Slovenska |
| 2006/2007 | Tipsport liga   | 1.     | 10 | 10. místo | Ne                                                         |          |                 |
| 2007/2008 | Tipsport liga   | 1.     | 12 | 8. místo  | Čtvrtfinále (prohra s HC Slovan Bratislava 0:4 na zápasy)  |          |                 |
| 2008/2009 | Tipsport liga   | 1.     | 12 | 9. místo  | Ne                                                         |          |                 |
| 2009/2010 | Tipsport liga   | 1.     | 12 | 10. místo | Ne                                                         |          |                 |
| 2010/2011 | Tipsport liga   | 1.     | 10 | 10. místo | Ne                                                         |          |                 |
| 2011/2012 | Tipsport liga   | 1.     | 10 | 6. místo  | Čtvrtfinále (prohra s HC Slovan Bratislava 1:4 na zápasy)  |          |                 |
| 2012/2013 | Tipsport liga   | 1.     | 10 | 9. místo  | Ne                                                         |          |                 |
| 2013/2014 | Tipsport liga   | 1.     | 10 | 10. místo | Ne                                                         |          |                 |
| 2014/2015 | Tipsport liga   | 1.     | 10 | 10. místo | Ne                                                         |          |                 |
| 2015/2016 | Tipsport liga   | 1.     | 10 | 7. místo  | Čtvrtfinále (prohra s HK Nitra 0:4 na zápasy)              |          |                 |
| 2016/2017 | Tipsport liga   | 1.     | 10 | 4. místo  | Semifinále (prohra s HK Nitra 0:4 na zápasy)               |          |                 |
| 2017/2018 | Tipsport liga   | 1.     | 10 | 7. místo  | Čtvrtfinále (prohra s HKM Zvolen 2:4 na zápasy)            |          |                 |
| 2018/2019 | Tipsport liga   | 1.     | 13 | 12. místo | Ne                                                         |          | Sestup          |
| 2019/2020 | 1. liga         | 2.     | 13 | 7. místo  | Čtvrtfinále (prohra s HK Martin 4:0 na zápasy)             |          | Nedohráno       |
| 2020/2021 | 1. liga         | 2.     | 13 | 1. místo  | Finále (prohra s HK GROTTO Spišská Nová Ves 4:1 na zápasy) | 2. místo |                 |
| 2021/2022 | 1. liga         | 2.     | 13 | 1.místo   | Finále (výhra s HK Martin 4:2 na zápasy)                   | 1. místo | Baráž           |
| 2022/2023 | 1. liga         | 2.     | 13 | 1. místo  | Finále (prohra s HC 19 Humenné 4:3 na zápasy)              | 2. místo |                 |
| 2023/2024 | 1. liga         | 2.     | 13 | 1. místo  | Finále (výhra s HC Prešov 4:0 na zápasy)                   | 1. místo | Postup          |
| 2024/2025 | Tipos extraliga | 1.     | 12 | 4. místo  | Semifinále (prohra s HK Nitra 3:4 na zápasy)               | 3. místo |                 |

## Mistrovská sestava
| Titul | Sezóna    | Hráči |
| ----- | --------- | --- |
| 1.    | 2005/2006 | Brankáři: Miroslav Lipovský • Marek Laco Obránci: Jan Dlouhý • Ivan Droppa • Tomáš Ficenc • Dalibor Kusovský • Tomáš Nádašdi • Adam Ratulovský • Lukáš Sedláček • Miroslav Sekáč • Juraj Senko • Stanislav Škorvánek Útočníci: Tomáš Červený • Martin Gálik • Stanislav Gron • Michal Hreus • Jaroslav Jabrocký • Michal Kokavec • Roman Kontšek • Róbert Krajči • Václav Král • Pavol Melicherčík • Martin Opatovský • Tomáš Oravec • Róbert Rehák • Gabriel Spilar • Martin Tomko • Rudolf Verčík Trenéři: Ján Šterbák • Anton Tomko |

## Odchovanci
- Marek Hrivík
- Peter Cehlárik
- Lukáš Cingeľ